# Buchanania lanzan
Buchanania lanzan Spreng. – gatunek drzewa z rodziny nanerczowatych. Występuje w południowej Azji (Indie, Indochiny, Malezja). Lokalne nazwy: chironji, charoli, priyal. Owoce i nasiona tego gatunku są wykorzystywane w krajach Azji południowej i południowo-wschodniej jako przyprawa, substytut migdałów, a także w indyjskiej medycynie ludowej jako kosmetyk, zaś kora jako środek przeciw dyzenterii. Prowadzone są badania nad leczniczymi właściwościami chironji, stwierdzono pozytywne efekty m.in. w leczeniu nowotworów krwi.